# یان شمید (کارگردان)
یان شمید (چکی: Jan Schmidt; ۳ ژانویهٔ ۱۹۳۴ – ۲۷ سپتامبر ۲۰۱۹) کارگردان فیلم اهل چکسلواکی بود. او شانزده فیلم را بین سال‌های ۱۹۶۰ و ۱۹۹۵ کارگردانی کرد.